# Breadcrumb

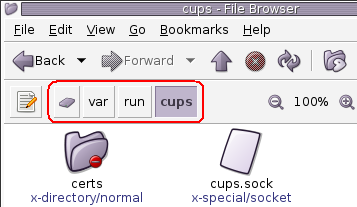
Nautilus, dimostrazione di implementazione delle breadcrumb in un file manager

La breadcrumb (lett. "briciole di pane") (o anche "filo di Arianna" o "Percorso di Pollicino") è una tecnica di navigazione usata nelle interfacce utente. Il loro scopo è quello di fornire agli utenti un modo di tener traccia della loro posizione in documenti o programmi. Il termine è tratto dalla popolare fiaba in cui Hansel lasciava una scia di briciole di pane lungo il suo cammino per poterlo ripercorrere all'indietro.
Nelle pagine web le Breadcrumb, solitamente, appaiono orizzontalmente nella parte superiore della pagina, al di sotto delle barre dei titoli o degli header. Rappresentano un "sentiero" composto di link utili agli utenti per tornare indietro alla pagina iniziale del sito web o a pagine visitate in precedenza per arrivare all'attuale.
Ad esempio:
```
Home Page → Section Page → Subsection Page → Actual page (opzionale e solo testo)
```